# Espermarquia

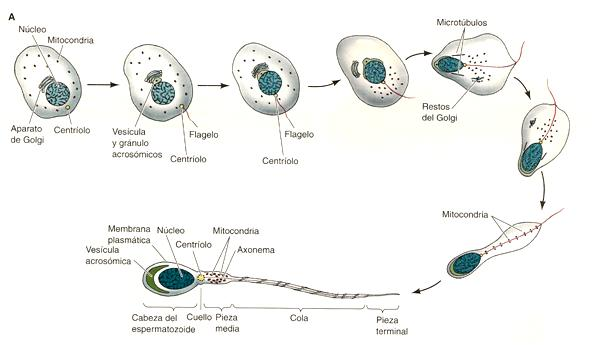
Espermiogènesi.

L'espermaquia, també coneguda com a semenarquia, és el moment en què un mascle experimenta la seva primera ejaculació. Es considera la contrapartida de la menarquia en les noies. Segons l'educació, les diferències culturals i els coneixements sexuals previs, els homes poden tenir diferents reaccions a l'esperma, que van des de la por a l'excitació. L'espermaquia és un dels primers esdeveniments de la vida d'un mascle que condueix a la maduresa sexual. Es produeix en el moment en què les característiques sexuals secundàries estan començant a desenvolupar-se. Els investigadors han tingut dificultats per determinar l'aparició de l'espermaquia perquè depèn que ho comuniquin els afectats. Altres mètodes per determinar-ho han inclòs l'examen de mostres d'orina per determinar la presència d'⁣espermatozoides. La presència d'esperma a l'orina s'anomena espermatúria.

## Edat d'aparició
Les investigacions sobre el tema han variat per les raons exposades anteriorment, així com els canvis en l'edat mitjana de la pubescència, que ha anat disminuint a un ritme mitjà de tres mesos per dècada. La investigació del 2010 va indicar que l'edat mitjana de l'espermarquia als EUA era de 12 a 16 anys. El 2015, investigadors a la Xina van determinar que l'edat mitjana de l'espermarquia a la Xina era de 14 anys. Les dades històriques de països com Nigèria i els Estats Units també suggereixen 14 anys com a edat mitjana.

## Context
Diversos estudis han examinat les circumstàncies en què es produeix la primera ejaculació. El més habitual és que es produeixi a través d'una emissió nocturna, amb un nombre significatiu que l'experimenta mitjançant la masturbació, que és molt comú en aquesta etapa. Amb menys freqüència, la primera ejaculació es va produir durant les relacions sexuals amb una parella.